# ریورویو، نیوبرانزویک
ریورویو، نیوبرانزویک (به انگلیسی: Riverview, New Brunswick) یک منطقهٔ مسکونی در کانادا است که در شهرستان آلبرت، نیو برانزویک واقع شده‌است. ریورویو ۳۵٫۴۵ کیلومتر مربع مساحت و ۱۹٬۶۶۷ نفر جمعیت دارد و  ۳۰ متر بالاتر از سطح دریا واقع شده‌است.